# الیو ویتورینی
الیو ویتورینی (ایتالیایی: [ˈɛ:ljo vittoˈri:ni] ()؛ ۲۳ ژوئیه ۱۹۰۸ – ۱۲ فوریه ۱۹۶۶) نویسنده و رمان‌نویس ایتالیایی بود. او معاصر چزاره پاوزه و صدایی تأثیرگذار در مکتب رمان‌نویسی مدرنیستی بود. معروف‌ترین اثر او رمان ضد فاشیستی «مکالمات در سیسیل» است که در سال ۱۹۴۱ به دلیل انتشار آن به زندان افتاد. اولین نسخه این رمان، در سال ۱۹۴۹ در ایالات متحده منتشر شد که شامل مقدمه‌ای از ارنست همینگوی بود که سبک ارنست بر ویتورینی و به ویژه نوشتن این رمان تأثیر گذاشت.

## زندگی‌نامه
ویتورینی در سیراکوز، سیسیل به دنیا آمد و در تمام دوران کودکی خود به همراه پدرش که کارگر راه‌آهن بود در اطراف سیسیل زندگی می‌کرد. او چندین بار از خانه فرار کرد و در سال ۱۹۲۴ سیسیل را برای همیشه ترک کرد. او برای مدت کوتاهی به عنوان کارگر ساختمانی در ونیز جولیا استخدام شد و پس از آن به فلورانس نقل مکان کرد تا در چاپخانه‌ای به عنوان یک تنظیم‌کننده حروف چاپی کار کند ولی در سال ۱۹۳۴به دلیل مسمومیت با سرب آن را رها کرد. در حدود سال ۱۹۲۷ آثار او در مجلات ادبی منتشر شد. در بسیاری از موارد، به دلیل سانسور فاشیستی، نسخه‌های جداگانه‌ای از رمان‌ها و داستان‌های کوتاه او مانند میخک سرخ تا پس از جنگ جهانی دوم منتشر نشد. در سال ۱۹۳۷، او از حزب ملی فاشیست به دلیل نوشتن مقاله‌ای در حمایت از جمهوری‌خواهان در جنگ داخلی اسپانیا اخراج شد.
در سال ۱۹۳۹ او به میلان نقل مکان کرد و گلچینی از ادبیات آمریکایی را ویرایش کرد، ولی بار دیگر به دلیل سانسور به تعویق افتاد. ویتورینی که همچنان منتقد سرسخت رژیم بنیتو موسولینی بود، در سال ۱۹۴۲ دستگیر و زندانی شد. او به حزب کمونیست ایتالیا پیوست و شروع به ایفای نقش فعال در مقاومت کرد، که در سال ۱۹۴۵ رمان مردان و نه مردان را نوشت. همچنین در سال ۱۹۴۵، او برای مدت کوتاهی سردبیر روزنامه کمونیست ایتالیایی واحد و هفته نامه پلی‌تکنیک شد.
پس از جنگ، ویتورینی بیشتر اوقات روی ویراستار متمرکز بود و به انتشار آثار جوانان ایتالیایی مانند ایتالو کالوینو و فنوگلیو کمک کرد. در سال ۱۹۵۶ آخرین اثر داستانی خود، اریکا و خواهرانش را منتشر کرد. ویتورینی تا پایان عمرش به عنوان سردبیر کار خود را ادامه داد. در سال ۱۹۵۹، او با کمک مجله کالوینو ایل منابو، یک مجله فرهنگی که به ادبیات در عصر صنعتی مدرن اختصاص داشت، تأسیس کرد. او در لیست حزب سوسیالیست ایتالیا نامزد شد. او که یک آتئیست بود در سال ۱۹۶۶ در میلان درگذشت.

## کتابشناسی جزئی
- راکونتی دی پیکولا بورگزیا (۱۹۳۱)
- Il garofano rosso (ترجمه شده به عنوان میخک قرمز، ۱۹۳۳)
- Conversazione in Sicilia (ترجمه شده به عنوان گفتگو در سیسیل، ۱۹۴۱)
- Uomini e no (ترجمه شده به عنوان مردان و نه مردان، ۱۹۴۵)
- Le donne di Messina (۱۹۴۹) (ترجمه فرانسیس فرنایه، زنان مسینا، ۱۹۷۳)
- Erica e suoi fratelli (ترجمه شده به عنوان Erica , 1956)[۶]